# Bộ pháp

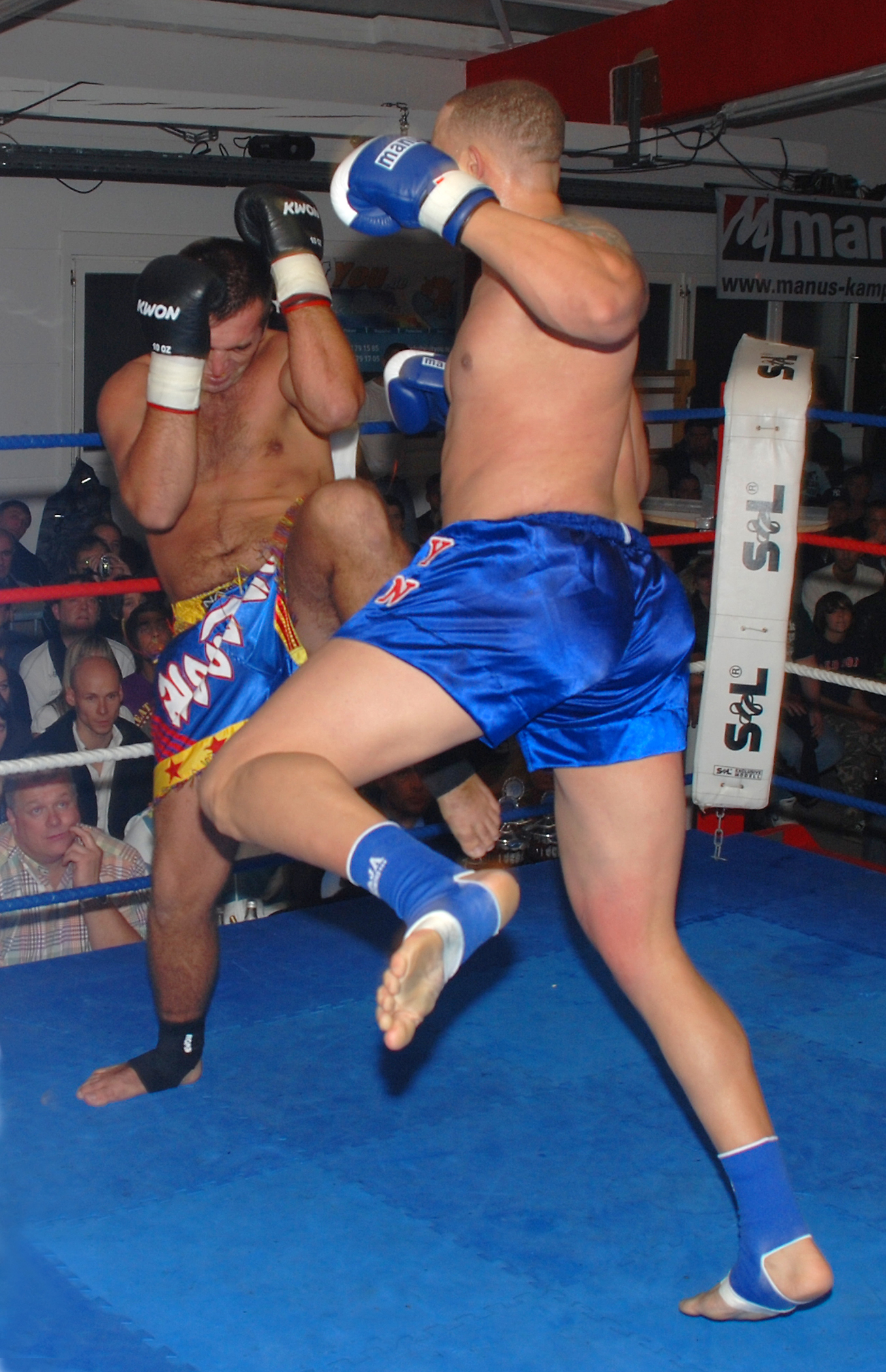
Bộ pháp tấn công trong Muay Thái, một võ sĩ (quần xanh, găng xanh) đang lao về trước tạo thế để tung ra một cú đấm thẳng mạnh mẽ

Bộ pháp (Footwork) hay còn gọi là kỹ thuật di chuyển là thuật ngữ trong võ thuật và thể thao chiến đấu để chỉ về việc sử dụng đôi chân và bàn chân trong tư thế đánh đứng (Stand-up fighting). Bộ pháp bao gồm kỹ thuật giữ thăng bằng, di chuyển, thu hẹp hoặc nới rộng khoảng cách, làm chủ vị trí không gian (phương vị) và tạo thế (tăng động lượng) cho đòn đánh, đặc trưng bộ pháp là việc giữ khoảng cách rộng giữa hai chân và tạo thế khoảng không tổng thể mà bộ pháp dùng để di chuyển để tạo các góc độ tấn công khác nhau. Bộ pháp vững chãi và phù hợp với chuyển động đặc thù của bộ môn sẽ giúp cơ thể tạo lực va chạm tốt hơn. Trong võ học truyền thống thì bộ pháp cùng với tấn pháp là nền tảng căn bản nhập môn của võ học, các võ sinh phải rèn luyện cho tấn pháp vững chãi, tư thế, bộ pháp vững vàng, uyển chuyển, linh hoạt, tiến thoái trước khi lãnh hội các chiêu thức. Các dòng Nam quyền ở đồng bằng Nam Trung Hoa có lối đánh “Trường kiều đại mã” (Tay dài tấn rộng), khác với kỹ kích của quyền thuật Bắc Thiếu Lâm.
Một phong cách di chuyển chân "nhảy múa" bay bướm (Hồ điệp bộ pháp) không theo quy ước đã được nhà vô địch quyền Anh hạng nặng Muhammad Ali phổ biến vào những năm 1960. Ông di chuyển sang hai bên phải trái, tiến và thoái lanh lẹ, cũng như nhún nhảy xoay quanh đối thủ để ông nhanh chóng di chuyển đến bất cứ nơi nào ở võ đài mà ông muốn, thỉnh ông thực hiện đảo chân liên tục, khiến đối thủ bối rối trước khi tung ra một đòn gọi là điệu nhảy Ali. Những sải bước nhún nhảy không theo quy ước của ông được gọi là "đôi chân nhảy múa" vào thời điểm đó. Võ sư kiêm diễn viên võ thuật Lý Tiểu Long đã chịu ảnh hưởng từ các bước di chuyển của Ali, mà ông đã nghiên cứu và kết hợp vào phong cách võ thuật tổng hợp mang tên Triệt Quyền Đạo (Jeet Kune Do). Các bước chân của Ali cũng tạo cảm hứng cho một cơn sốt khiêu vũ ngắn ngủi ở châu Âu vào năm 1966, bắt chước các bước chân của Ali theo nhịp điệu nhanh và tiết tấu mạnh mẽ. Trong tiểu thuyết võ hiệp thì có bộ pháp hư cấu Lăng Ba Vi Bộ của Đoàn Dự.

## Tổng quan

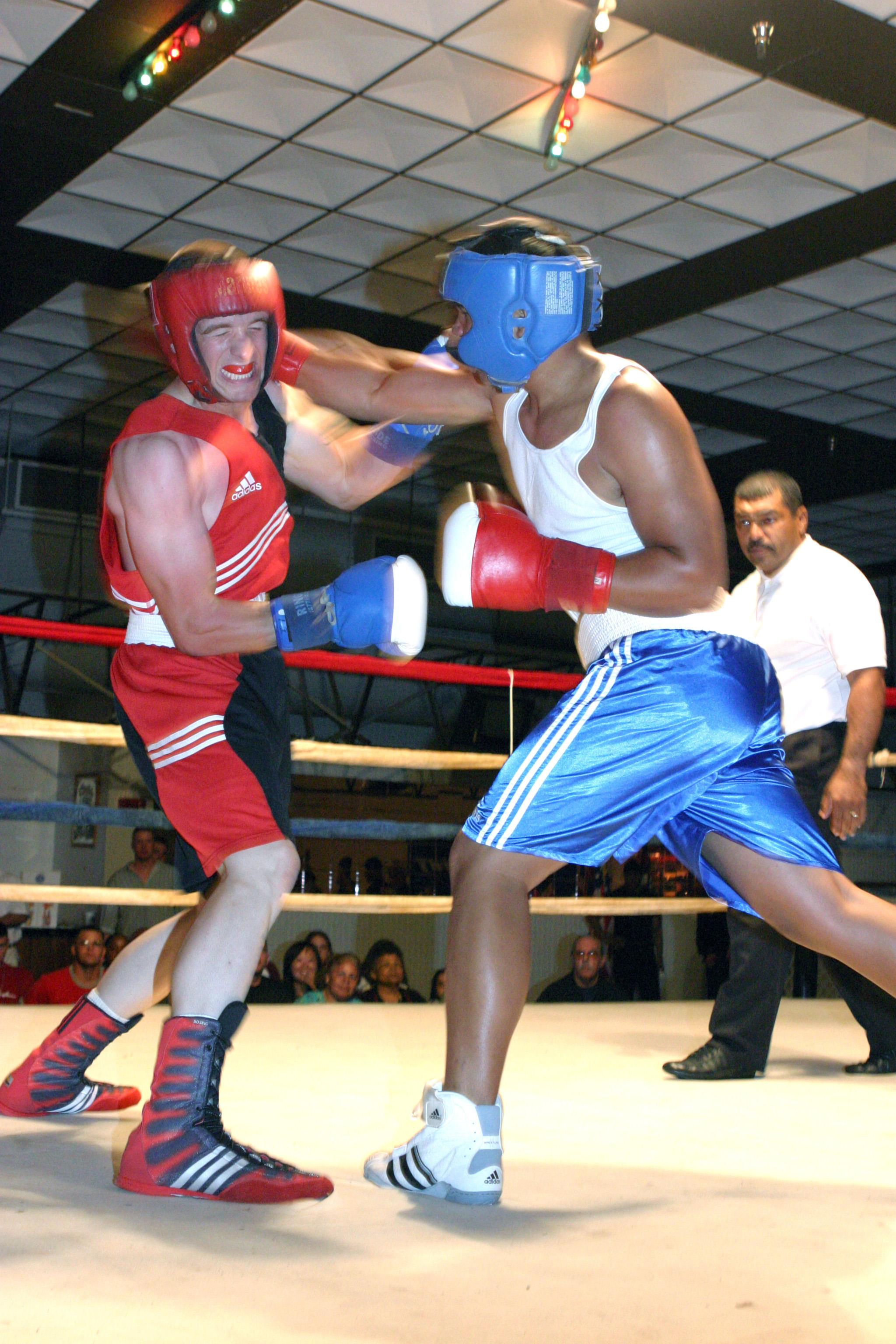
Di chuyển và ra đòn trong một trận đấu quyền Anh

Các bước di chuyển đặc trưng được sử dụng bởi hầu hết các phong cách quyền Anh và Kickboxing trên thế giới, chẳng hạn như quyền thuật phương Tây và Muay Thái, hầu như không thay đổi trong nhiều thế kỷ và vẫn không thay đổi nhiều giữa các nền văn hóa hoàn toàn khác nhau. Đối với một võ sĩ quyền Anh thì bước di chuyển phải khéo léo và đơn giản, cho phép võ sĩ di chuyển vào và ra (tiến thoái) khỏi phạm vi tấn công nhanh nhất có thể. Bước di chuyển là chìa khóa để tạo ra đủ lực trong các đòn đánh cơ bản được chia sẻ giữa các phong cách quyền Anh. Với đòn đấm thọc thì khi thi triển, bàn chân trước có thể di chuyển về phía trước để thu hẹp khoảng cách hoặc giữ nguyên vị trí. Trong khi đó với một cú đấm thẳng thì chân sau xoay vào trong để đẩy vai sau về phía trước dồn lực cho một cú thọi thẳng có hội tụ sức mạnh cú đấm. Trong khi cú đấm móc trái, chân trước xoay vào trong để chuyển trọng tâm cơ thể, trục xoay của cú móc phải giống hệt với cú đấm vặn sườn. Cú đấm móc ngược, giống như cú đấm thọc (jab) không sử dụng bất kỳ chuyển động trục nào, lực đánh đến từ việc chuyển trọng tâm cơ thể sang chân trước. Cú móc ngược sau sử dụng trục xoay vào trong giống như cú đấm vặn sườn. Để giữ thăng bằng, cả hai chân có thể bước, xoay hoặc lướt tới tùy theo tình huống. Cú đấm thọc có thể được tung ra trong khi di chuyển về phía trước hoặc phía sau, đối với các cú đấm khác, tốt nhất là không nên tung ra trong khi cơ thể đang chuyển động.
Thực tế, bộ pháp chiếm một phần quan trọng trong tất cả các môn thể thao đối kháng, từ đấu kiếm liễu đến đấu vật, đôi khi do tính đặc thù của nhiều môn võ khiến cho yếu tố bộ pháp không thể hiện quá nổi bật trong những trận đấu. Đối với những tay đấm thiên về di chuyển như Lomachenko hay Muhammad Ali, họ đều phát huy tối đa khả năng tìm kiếm góc đánh tốt để có thể đẩy mạnh hiệu quả tối đa của mọi cú đấm. Kể từ sau khi võ sĩ Muay Kietsongrit đánh bại Rick Roufus bằng những cú đá thấp phá trụ thì việc sử dụng bộ pháp bay bướm để làm hoa mắt đối thủ trở nên quá nguy hiểm kể từ khi thế giới biết đến kỹ thuật đá thấp (Low kick). Trong Kickboxing và Muay Thai hiện tại, lối sử dụng bộ pháp mang tính cẩn thận và an toàn hơn và thiên về thế thủ. Bộ pháp cũng được dùng để tìm kiếm những góc đánh thuận lợi, nhưng thông thường, các võ sĩ Kickboxing, Muay Thái phải phủ đầu đối thủ trước khi bẻ góc. Bộ pháp của môn võ sẽ quyết định môn võ đó có những chiến thuật, phương án ra đòn nào và khả năng xử lý tình huống của môn võ đó ra sao. Bộ pháp quyết định khoảng cách, mà mỗi đòn đánh đều có một khoảng cách tối ưu để tạo được hiệu quả lớn nhất. Khoảng cách thực tế lúc ra đòn dù nhỏ hay lớn hơn khoảng cách tối ưu đó đều dẫn tới giảm hiệu quả của đòn, đồng thời khiến các chiến thuật sau pha đòn đó cũng bị thay đổi. Để đảm bảo đòn đánh luôn có ưu thế, môn võ phải có bộ pháp phù hợp để căn chỉnh khoảng cách và góc độ vào đòn. Bộ pháp linh hoạt, nhanh nhẹn, dứt khoát giúp võ sĩ giữ khoảng cách với đối thủ cũng như thực hiện những pha áp sát (nhập nội) để ra đòn.